# Stardust (Marvel Comics)
Pour les articles homonymes, voir Stardust.
Stardust  est un extraterrestre appartenant à l'univers de Marvel Comics. Créé par les scénaristes Michael Avon Oeming, Dan Berman et le dessinateur Andrea Divito, le personnage de fiction apparaît pour la première fois dans le comic book Stormbreaker: The Saga of Beta Ray Bill #1 de mars 2005. Stardust est connu pour être l'un des hérauts de Galactus.

## Biographie du personnage
L'Ethereal Lambda-Zero prend le nom de Stardust lorsqu'il devient un héraut de Galactus. Sous les ordres de son maître, il s'attaque à New Korbin, la planète où vivent le peuple de Beta Ray Bill. La plupart des habitants sont tués, Beta Ray Bill affronte Stardust. Ce dernier ouvre un portail dimensionnel afin d'y piéger Bill, mais ce dernier s'échappe. Dans sa fuite, il attire un être nommé Asteroth hors de la dimension. Ce nouveau protagoniste commence à se nourrir des galaxies. Stardut et Beta Ray Bill sont alors forcés de coopérer. Stardust ouvre un trou noir dans l'espoir d'y plonger la créature maléfique. Le plan échoue, Beta Ray Bill est presque tué. Finalement Galactus intervient et élimine le monstre.
Lors de l'invasion provoquée par Annihilus, Stardust rejoint Red Shift et Firelord, d'autres hérauts de Galactus, afin de combattre la flotte extra-terrestre. Le trio est plus tard rejoint par la force de résistance commandée par Richard Rider / Nova. Cette alliance leur permet de capturer une des reines d'Annihilus. Pendant ce temps, le Silver Surfer et Galactus sont capturés, Firelord est laissé pour mort après un duel contre le Super-Skrull. Stardust et Red Shift sont alors les deux seuls hérauts encore actifs. Ils sont tous deux détruits par le vaisseau de Galactus.
En réalité Stardust, de par sa constitution composée d'énergie pure, s'est reconstitué. Les derniers membres de sa race le retrouvent et le jugent coupable de trahison. En se défendant, il les tuent tous et absorbe leurs esprits. Il repart se mettre au service de Galactus, mais ce dernier a repris le Surfer à sa place. Déçu, il donne au Dévoreur les restes de ses congénères pour qu'il s'en nourrisse, ce qui surprend Galactus. Aucun héraut n'avait encore offert sa propre race au Dévoreur de mondes. Galactus décide de prendre Stardust en tant que second héraut,.

## Pouvoirs, capacités et équipement
Depuis sa transformation par Galactus, Stardust est un être composé d'énergie cosmique. Physiquement, il possède 4 avant-bras, une crête dorsale, une longue queue, ainsi que trois paires d'yeux. L'extraterrestre ressent la douleur, peut être coupé en deux, blessé et mutilé, mais il peut se reformer à volonté. Sa vitesse de reconstruction dépend de ses blessures. Comme d'autres hérauts, il peut voler à travers l'espace, n'a pas besoin de respirer ou de se nourrir, est immunisé aux maladies et ne vieillit pas. Stardust emploie une arme semblable à une hallebarde qui lui sert à canaliser son pouvoir et émettre des rafales d'énergie. Ces dernières peut également être émises de ses mains ou de ses yeux.

## Adaptations à d'autres médias

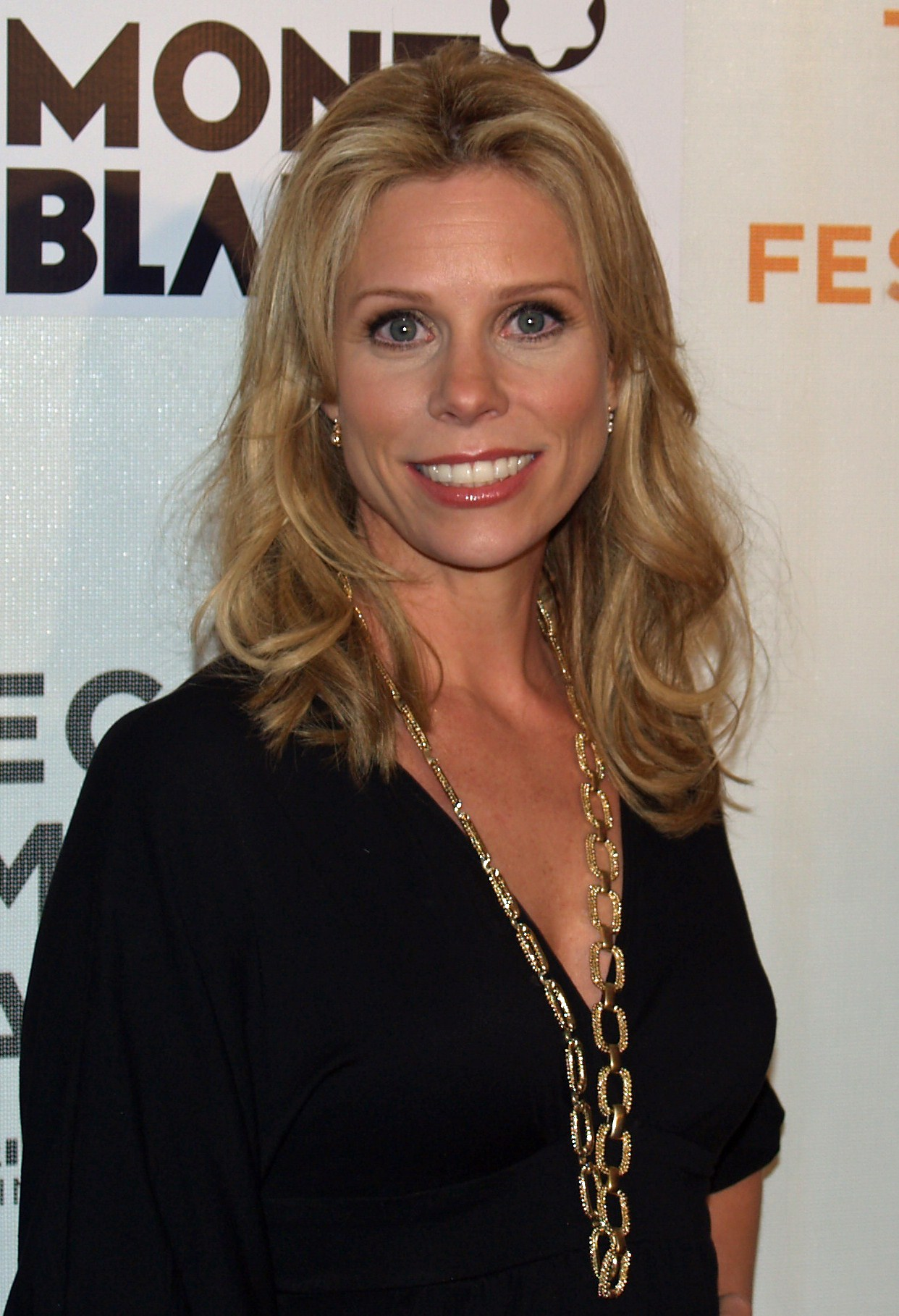
L'actrice Cheryl Hines double Startdust dans la série télévisée The Super Hero Squad Show.

Stardust est doublé en version originale par l'actrice Cheryl Hines dans les épisodes "Last Exit Before Doomsday" et "This Al Dente Earth" de la série télévisée d'animation The Super Hero Squad Show. Galactus décide de se restaurer avec la Terre, son héraut doit préparer la planète avant l'arrivée de son maître. Stardust rencontre le Sufer d'Argent qui le convainc de changer de camp. Dans la série télévisée d'animation Avengers : L'Équipe des super-héros (The Avengers: Earth's Mightiest Heroes), il est présent dans l'épisode "Tous ensemble !" ("Avengers Assemble").